# ウコン属
ウコン属 (Curcuma) は、ショウガ目ショウガ科の1属。クルクマ属、クルクマとも。
熱帯アジア、アフリカ、オーストラリアなどに分布する多年草。40～50種が含まれる。
根茎や塊根が香辛料、健康食品、生薬、食品着色料、染料に使われるほか、花は鑑賞用にされる。

## 名称
「Curcuma」はアラビア語でを経由して新ラテン語に伝わった名称。元となったアラビア語では
كركم
発音：كُرْكُم（kurkum, クルクム）
意味：（集合名詞として）（植物もしくは染色用素材としての）ウコン、ターメリック；サフラン；（色素名）クルクミン
كركمة
発音：كُرْكُمَة（kurkumahもしくはkurkuma, クルクマ）
意味：（単数、1つの）（植物もしくは染色用素材としての）ウコン、ターメリック；サフラン
という語があるが、クルアーン注釈書などではアラビア語においてもこの語は外来語でありイスラーム以前の古い時期にペルシア語を経由してアラブ世界に伝わったとされている。
更に語源をたどっていくと、シュメール語の流れをくむバビロニア語で記された古代メソポタミアの遺物にその名称が登場する、セム諸語で共通して見られるこの語がアッカド語までさかのぼることができる、サンスクリット語由来でインドで非常に古くから使われてきた語が伝来した、といった説が存在する。

## 歴史
「アッシリア植物誌」に着色用植物としてあることから、B.C.600年ごろ、すでに中近東で用いられていたといわれる。インドでは、B.C.900年頃から栽培されていたとの説もある。
日本では、平安時代中期に、中国からもたらされた。薬用としては、1454年の「撮壌集」に鬱金の名前が出てくるため、室町時代より以前に用いられていたとされる。16世紀頃の琉球王朝では、王府がウコンの専売制をしき、財源にしていた。1609年に薩摩藩が琉球に侵攻した後は、薩摩藩により、専売制がしかれる。江戸時代の享保年間（1716年-1735年）に、幕府の麻布御薬園で栽培されていた記録がある。

## 主な種
ウコンの種は、世界で約50種あるといわれている。日本では、沖縄で特になじみ深く、一般的にウコンといえば、「秋ウコン」をさす場合が多い。

### 食用・薬用
- C. amada - マンゴージンジャー
- C. angustifolia - 東インドアロールート
- C. aromatica - キョウオウ（姜黄）、ハルウコン（春鬱金）、ハルウッチン、ワイルドターメリック
- C. kwangsinensis - 桂莪朮、毛莪朮、広西莪朮
- C. longa = C. domestica - ウコン（鬱金）、アキウコン（秋鬱金）、キゾメグサ（黄染草）、ウッチン、ターメリック、ハルディ、クニッツ
- C. mangga - トムラワック
- C. phaeocaulis - 川莪朮
- C. wenyujin - 温莪朮、温鬱金
- C. xanthorrhiza - タムラワ
- C. zedoaria = C. aeruginosa - ガジュツ（我朮）、ムラサキウコン（紫鬱金）、ナツウコン（夏鬱金）、シロウコン（白鬱金）、蓬莪朮、ウスグロ、ムラサキウッチン、ガゼツ、ゼドアリー、ホワイトターメリック

食品・生薬としての名称は混乱しており、必ずしもこれらの名称で流通しているとは限らない。
中国では、ウコンを薑黄・姜黄、キョウオウを鬱金といい、日本と逆になっている。さらに生薬としては、ウコン・キョウオウ・ガジュツの塊根を鬱金、ウコン・キョウオウの根茎を薑黄・姜黄（ガジュツの根茎は蓬莪朮）という。

### 鑑賞用
観賞用品種については、属名からクルクマの名で呼ばれることがある。
- C. alismatifolia - クルクマ・シャローム、タイチューリップ、シャムチューリップ、サマーチューリップ
- C. australasica - クルクマ・オーストララシカ
- C. petiolata - クルクマ・ペティオラタ
- C. roscoeana - クルクマ・ロスコエアナ
- C. thorelii - チェンマイスノー